# 里爾國立高等建築及景觀學院
里爾國立高等建築及景觀學院（法語：École nationale supérieure d'architecture et de paysage de Lille）是由法國文化部所直屬管轄的公立高等院校，位於法國上法蘭西大區里爾都市圈的阿斯克新城，為法國二十所擁有資格提供政府認可的建築設計師文憑課程的建築設計學院之一，專門培養建築師（國家文憑）以及景觀設計師（當地政府文憑）。全校學生總數超過800人。

## 歷史
建築領域相關課程在1758年由弗朗索瓦約瑟夫（François-Joseph Gombert）創立，該校也於十九和二十世紀效法里爾美術學院的教學結構。

## 校園簡介
由三棟互相連通的主建築所組成
- A棟：該建築的最初構想是由當時的學生們和一位名為Pierre Eldin的教師所提出，目的是擁有一座能夠容納300人的複合式教學空間的大樓，建築結構為混凝土和水泥磚，且外觀以大量的大面窗戶作表現。後於1993年由建築師Ludwig Péretz和Gérard Delecourt重建，以金屬材質搭配紅色窗框包覆建築表面，也將室內空間重新分隔。
- B棟：於1999年落成，由建築師Olivier Bonte和Walter Chiani設計，為擴展計劃的第一期。外觀呈現圓弧形，總共包含15間學生工作室，地面層連接學校的主要出入口，地下一層則有一間多功能教室。
- C棟：於2006年落成，由建築師Nasrine Seraji設計，為擴展計劃的第二期。為一座1900平方公尺的長型建築，外觀以黑色混凝土表現，總共包含11間學生工作室，另外有一間提供給學生操作建築材質實際比例的工作間。